# Željuša (Dimitrovgrad)
Željuša / Желюша (Servisch cyrillisch Жељуша) is een plaats in de Servische gemeente Dimitrovgrad. De plaats telt 1394 inwoners (2002).